# Río Selegua
Der Río Selegua ist ein ca. 120 km langer Fluss in den Staaten Guatemala und Mexiko in Mittelamerika; sein Einzugsgebiet umfasst ca. 1800 km², davon 1535 km² in Guatemala.

## Verlauf
Der Río Selegua entspringt in der Sierra de los Cuchumatanes ca. 30 km nordwestlich von Huehuetenango. Von dort fließt er in nordwestlicher Richtung, bis er in den hauptsächlich vom Río Grijalva gespeisten Stausee La Angostura mündet. Seine Wasser gelangen über den Río Grijalva bis in den Golf von Mexiko.

## Sehenswürdigkeiten
Die von der United Fruit Company restaurierte Maya-Stadt Zaculeu liegt – nur wenige Kilometer vom Fluss entfernt – bei Huehuetenango.